# Gammelstads IF
Gammelstads IF är en idrottsförening i Gammelstad i Luleå kommun.

## Basket
I basket vann klubben SM för herrjuniorer säsongen 1970/1971. 1976 uppgick basketsektionen i Plannja Basket.

## Fotboll
I fotboll spelade klubben 1979 i Sveriges näst högsta division för herrar .
Klubben har fostrat en rad duktiga fotbollsspelare bland annat Fredric Lundqvist f d landslagsman.
2010 spelar Gammelstads IF herrar i division 5 Södra.

## Längdskidåkning
I längdskidåkning blev Eva Ekholm, Gammelstads IF svensk yngre damjuniormästarinna på 5 kilometer [när?].

## Innebandy
Innebandysektionen bildades 1997. Föreningen hade 2007 två representationslag, herrar i Division 3, damer i Division 3 samt B-lag för herrar i Division 4 Norrbotten. Sektionen har totalt ca 230 aktiva spelare.